# Odysseus Eskitzoglou
Odysseus Eskitzoglou (griechisch Οδυσσέας Εσκιτζόγλου; * 3. Mai 1932 in Piräus; † 26. August 2018 ebenda) war ein griechischer Segler.

## Erfolge
Odysseus Eskitzoglou nahm dreimal an Olympischen Spielen in der Bootsklasse Drachen teil. Bei seinem Olympiadebüt 1960 in Rom war er neben Georgios Zaimis Crewmitglied des griechischen Bootes von Rudergänger Konstantin von Griechenland. In ihrem Boot Nirefs wurden sie mit 6733 Punkten vor dem argentinischen und dem italienischen Boot Olympiasieger. 1964 in Tokio belegte Eskitzoglou, diesmal selbst Rudergänger, unter anderem mit Crewmitglied Georgios Zaimis den achten Platz, bei den Olympischen Spielen 1968 in Mexiko-Stadt kam er mit Zaimis nicht über den 15. Platz hinaus.